# جيمس إليس (سياسي)
جيمس إليس (بالإنجليزية: James Ellis)‏ هو سياسي أسترالي، ولد في 16 سبتمبر 1843، وتوفي في 7 يوليو 1930. انتخب عضو الجمعية التشريعية نيو ساوث ويلز وانتخب عضو المجلس التشريعي نيو ساوث ويلز.